# پیتر استایفه‌سانت

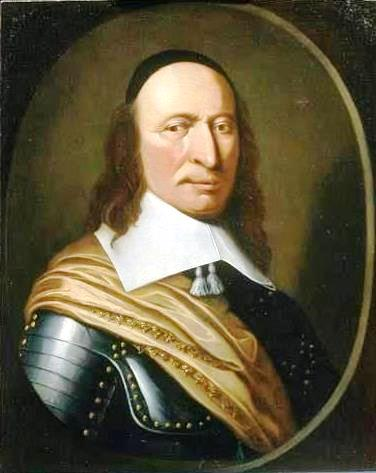
پیتر استایفه‌سانت؛ تصویر مربوط به پیرامون ۱۶۶۰

پِیتِر استایفه‌سانت (به هلندی: Peter Stuyvesant)(زادهٔ پیرامون ۱۶۱۲- مرگ اوت ۱۶۷۲) واپسین فرمانده مستعمره هلندیِ نیو آمستردام (هلند نو) از ۱۶۴۷ تا زمان واگذاری این مستعمره به انگلستان بود، که بعد از آن به نیویورک تغییر نام داد. وی شخصیت بزرگی در تاریخ گذشته نیویورک بود. بخش بلدفورد-استوی‌وسانت در منطقه بروکلینِ نیویورک در ایالات متحده آمریکا به افتخار او نام‌گذاری شده‌است.
او پایه‌ریز نخستین بخش‌هایی از سازه‌هایی چون برادوی، وال استریت و نیز منهتن بوده‌است.